# Lockheed XFV
El Lockheed XFV (algunas veces era llamado Salmon) fue un caza VTOL experimental de la Armada de los Estados Unidos. Prototipo construido por Lockheed para demostrar la operación de un caza de despegue y aterrizaje vertical para proteger los convoyes de carga.

## Desarrollo
Después de la Segunda Guerra Mundial, la Armada Estadounidense estaba buscando la forma de mejorar el equipamiento de buques y la defensa de los buques mercantes con aviones de despegue vertical. En 1950, se efectuó un concurso de diseño seleccionando Convair y Lockheed para que cada una construyera un avión de combate monoplaza con características de aterrizaje y despegue vertical. Cada uno utiliza un motor turbohélice Allison YT40-A-6 (junto a dos secciones T38 de poder montadas de lado a lado) con dos hélices contrarrotativas tripala Curtiss-Wrigh. Los motores producían 5100 hp con 7100 hp en el momento de despegue, lo que resulta en más de 10000 libras de empuje.

## Diseño
Cuando se le adhirió el tren de aterrizaje fijo, el avión adquirió una apariencia inusual. Los empleados de Lockheed lo apodaron "pogo stick" (recordando a su rival el Convair XFY-1).

## Pruebas y evaluación
Comenzando con una breve prueba, el 23 de diciembre de 1953 pilotado por Herman "Fish" Salmón, el avión efectuó un total de 32 vuelos, lo que demuestra la transición entre horizontal y vertical de vuelo. Sin embargo, no se realizaron despegues verticales. El avión fue equipado con tren de aterrizaje fijo, para que pudiera despegar horizontalmente. El rendimiento fue decepcionante, y el proyecto fue cancelado en junio de 1955.

## Supervivientes
El único prototipo de vuelo terminó en el Sun 'n Fun Museo  en Lakeland, Florida. Estando actualmente expuesto en el parque contiguo.
El segundo prototipo, que nunca fue terminado, está en la entrada de Tutor NAS en Los Alamitos, California.

## Especificaciones
- Características generales

- - Tripulación: 1
  - Longitud: 36 pies (10.97 m)
  - Envergadura: 27.5 pies (8,36 m)
  - Altura: 14.7 pies (4.5 m)
  - Superficie alar: 246 m²
  - Peso en vacío: 11.599 libras (5.261 kg kg)
  - Peso máximo al despegue: 16.221 libras (7.358 kg kg)
  - Planta motriz: Allison YT40-A-6 turbohélice, 5,100 hp (3,800 kW)

- Rendimiento

- - Velocidad máxima: 580 mph (930 km / h)
  - Velocidad de crucero: 410 mph (660 km / h)
  - Rango: desconocido
  - Techo 43.300 pies (13.100 m)
  - Tasa de ascenso: 10.820 m / m (3.300 m / min)
  - Carga alar: 65,9 lb / ft ² (322 kg / m²)

- Armamento

- - 4 cañones 20 mm o 48 cohetes de 2,75

Nota: Algunos datos pueden ser erróneos, se recomienda verificarlos con otras fuentes

### Aeronaves similares
- Focke-Wulf Triebflügel
- Heinkel Lerche
- Convair XFY
- Ryan X-13 Vertijet

### Secuencias de designación
- Secuencia F_V (Cazas de la Armada estadounidense, 1922-1962 (Lockheed, 1942-1962)): FV

### Listas relacionadas
- Anexo:Aeronaves militares de los Estados Unidos (navales)